# فهرست آثار ملی شهرستان ماه‌نشان
شهرستان ماه‌نشان یکی از شهرستان‌های استان زنجان است. شهر ماه‌نشان مرکز این شهرستان است. مردم این شهرستان به زبان ترکی آذربایجانی صحبت می‌کنند و شیعه مذهب هستند

## آثار ثبت‌شده
| ردیف | نام اثر                  | نگاره          | دیرینگی                                              | موقعیت | شمارهٔ ثبت | تاریخ ثبت  | منبع  |
| ---- | ------------------------ | -------------- | ---------------------------------------------------- | --- | --------- | ---------- | ----- |
| ۱    | قلعه قشلاق               | بارگذاری تصویر | اشکانی                                               | شهرستان ماه نشان، بخش مرکزی، دهستان قزل گچیلو، ۷ کیلومتری شمال شرق روستای قره گل، چسبیده به رودخانه قزل اوزن                 | ۱۹۷۴۰     | ۱۳۸۶/۰۶/۲۸ | [ ۳ ] |
| ۲    | تپه خرابه دالی           |                | عصر برنز ـ عصر آهن                                   | شهرستان ماهنشان، بخش مرکزی، دهستان اوریاد، نرسیده به روستای قاضی کندی                                                        | ۲۳۸۲۶     | ۱۳۸۷/۰۸/۲۵ |       |
| ۳    | حمام یری                 |                | اشکانی ـ ساسانی                                      | شهرستان ماهنشان، بخش مرکزی، دهستان اوریاد، روستای قاضی کندی، ۲۰۰متری جنوب جاده آسفالته                                       | ۲۳۸۲۷     | ۱۳۸۷/۰۸/۲۵ |       |
| ۴    | تپه کت یری               |                | اشکانی ـ ساسانی                                      | شهرستان ماهنشان، بخش انگوران، دهستان انگوران، روستای حلب، دو کیلومتری شمال غرب حلب                                           | ۲۳۸۲۸     | ۱۳۸۷/۰۸/۲۵ |       |
| ۵    | تپه داشلی قیه            |                | ساسانی ـ قرون اولیه و میانی اسلامی                   | شهرستان ماهنشان، بخش انگوران، دهستان انگوران، روستای میانج، ۲۰۰ متری غرب روستا                                               | ۲۳۸۲۹     | ۱۳۸۷/۰۸/۲۵ |       |
| ۶    | شاه تپه                  |                | قرون میانی و متاخر اسلامی                            | شهرستان ماهنشان، بخش انگوران، دهستان انگوران، روستای کوسج سفلی، ۱۰۰متری شمال روستا                                           | ۲۳۸۳۰     | ۱۳۸۷/۰۸/۲۵ |       |
| ۷    | محوطه قالاخ داش          |                | عصر آهن                                              | شهرستان ماهنشان، بخش انگوران، دهستان انگوران، روستای اوچ داش، یک کیلومتری شرق روستا                                          | ۲۳۸۳۱     | ۱۳۸۷/۰۸/۲۵ |       |
| ۸    | تپه گیلدیرتپه سی         |                | عصر آهن ـ سلوکی اشکانی                               | شهرستان ماه نشان، بخش انگوران، دهستان انگوران، روستای خاینیک، ۵۰۰ متری جنوب روستا                                            | ۲۳۸۳۲     | ۱۳۸۷/۰۸/۲۵ |       |
| ۹    | محوطه چله خانه           |                | قرون میانی و متاخر اسلامی                            | شهرستان ماهنشان، بخش انگوران، دهستان انگوران، روستای انگوران، ۱۰۰ متری شمال روستا                                            | ۲۳۸۳۳     | ۱۳۸۷/۰۸/۲۵ |       |
| ۱۰   | تپه تندیرلی              |                | قرون میانی و متاخر اسلامی                            | شهرستان ماهنشان، بخش مرکزی، دهستان اوریاد، ۵۰ متری جنوب غرب روستای لهجبین و غرب جاده خاکی روستا                              | ۲۳۸۳۴     | ۱۳۸۷/۰۸/۲۵ |       |
| ۱۱   | تپه قوشابولاغ            |                | اشکانی ـ ساسانی ـ اوایل ومیانی اسلامی                | شهرستان ماهنشان، بخش مرکزی، دهستان اوریاد، روستای تازه کند، دو کیلومتری شمال روستا                                           | ۲۳۸۳۵     | ۱۳۸۷/۰۸/۲۵ |       |
| ۱۲   | تپه بدابورجی             |                | قرون میانی اسلامی                                    | شهرستان ماه نشان، بخش انگوران، دهستان انگوران، روستای حلب، یک کیلومتری شمال غرب روستای حلب                                   | ۲۳۸۳۶     | ۱۳۸۷/۰۸/۲۵ |       |
| ۱۳   | تپه کهنه کند             |                | کالکولتیک ـ برنز                                     | شهرستان ماهنشان، بخش انگوران، دهستان انگوران، روستای کاروانسرا، دو کیلومتری شمال روستا                                       | ۲۳۸۳۷     | ۱۳۸۷/۰۸/۲۵ |       |
| ۱۴   | تپه علمدار               |                | ساسانی ـ قرون اولیه اسلامی                           | شهرستان ماهنشان، بخش مرکزی، دهستان اوریاد، ۲۰۰ م شمال روستای پری، ۲۰متری شرق جاده پری، میانچ                                 | ۲۳۸۳۸     | ۱۳۸۷/۰۸/۲۵ |       |
| ۱۵   | تپه چپ دره سی            |                | اشکانی ـ ساسانی                                      | شهرستان ماهنشان، بخش انگوران، دهستان انگوران، روستای انگوران، ۳۰۰ متر شمال شرق روستا                                         | ۲۳۸۳۹     | ۱۳۸۷/۰۸/۲۵ |       |
| ۱۶   | چال تپه                  |                | آهن و اشکانی ـ ساسانی                                | شهرستان ماهنشان، بخش مرکزی، دهستان اوریاد، روستای لرده شور، حدود ۵۰ متری شمال غرب روستا                                      | ۲۳۸۴۰     | ۱۳۸۷/۰۸/۲۵ |       |
| ۱۷   | تپه قلعه کاروان‌سرا       |                | قرون میانی اسلامی                                    | شهرستان ماهنشان، بخش انگوران، دهستان انگوران، روستای کاروانسرا، ۵۰ متری شرق روستا                                            | ۲۳۸۴۱     | ۱۳۸۷/۰۸/۲۵ |       |
| ۱۸   | تپه اهکلیک یر            |                | ساسانی                                               | شهرستان ماهنشان، بخش مرکزی، دهستان اوریاد، روستای ارزه خوران، ۱۶۰۰ متری شرق روستا، ۵۰ متری رود قلعه چای                      | ۲۳۸۴۲     | ۱۳۸۷/۰۸/۲۵ |       |
| ۱۹   | تپه کهریز تپه سی         |                | عصر برنز ـ آهن                                       | شهرستان ماهنشان، بخش انگوران، دهستان انگوران، روستای اوچ داش، ۷۰۰ متری جنوب غرب روستا                                        | ۲۳۸۴۳     | ۱۳۸۷/۰۸/۲۵ |       |
| ۲۰   | محوطه قمیشلی             |                | اشکانی ـ ساسانی                                      | شهرستان ماهنشان، بخش انگوران، دهستان انگوران، یک کیلومتری شرق روستای کاروانسرا                                               | ۲۳۸۴۴     | ۱۳۸۷/۰۸/۲۵ |       |
| ۲۱   | قارقای تپه               |                | اشکانی ـ ساسانی                                      | شهرستان ماهنشان، بخش مرکزی، دهستان اوریاد، ۵۰۰ متری شمال روستای علم کندی                                                     | ۲۳۸۴۵     | ۱۳۸۷/۰۸/۲۵ |       |
| ۲۲   | تپه قوشا بولاغ ۱         |                | اشکانی ـ ساسانی                                      | شهرستان ماهنشان، بخش مرکزی، دهستان ماهنشان، ۳ کیلومتری جنوب غربی روستای سهند علیا                                            | ۲۴۰۵۳     | ۱۳۸۷/۱۰/۱۵ |       |
| ۲۳   | تپه قزلار قلعه سی        |                | ساسانی ـ اشکانی                                      | شهرستان ماهنشان، بخش مرکزی، دهستان ماهنشان، ۳ کیلومتری جنوب شرق روستای اوجلو موسی                                            | ۲۴۰۵۴     | ۱۳۸۷/۱۰/۱۵ |       |
| ۲۴   | منجوق تپه                |                | قرون میانه اسلامی                                    | شهرستان ماهنشان، بخش مرکزی، دهستان ماهنشان، ۵۰ م غرب روستای آق کند                                                           | ۲۴۰۵۵     | ۱۳۸۷/۱۰/۱۵ |       |
| ۲۵   | تپه گوور قلعه سی         |                | مس و سنگ ـ قرون میانه اسلامی                         | شهرستان ماهنشان، بخش مرکز ی، دهستان ماهنشان، ۱/۵ کیلومتری شمال روستای ینگجه                                                  | ۲۴۰۵۶     | ۱۳۸۷/۱۰/۱۵ |       |
| ۲۶   | شوراتپه                  |                | سلجوقی                                               | شهرستان ماهنشان، بخش مرکزی، دهستان اوریاد، یک کیلومتری جنوب غرب روستای کردی، در میان مزارع کشاورزی                           | ۲۴۰۵۷     | ۱۳۸۷/۱۰/۱۵ |       |
| ۲۷   | گوور قلعه                |                | قرون میانه اسلامی                                    | شهرستان ماهنشان، بخش مرکزی، دهستان اوریاد، ۵۰۰ م جنوب غربی روستای قلعه جوق، بر فراز ارتفاعات                                 | ۲۴۰۵۸     | ۱۳۸۷/۱۰/۱۵ |       |
| ۲۸   | تپه خرابه لر             |                | اشکانی ـ ساسانی ـ قرون اولیه اسلامی                  | شهرستان ماهنشان، بخش مرکزی، دهستان ماهنشان، ۱۰۰ م شمال روستای روستای پشتوک، کنار رودخانه                                     | ۲۴۰۵۹     | ۱۳۸۷/۱۰/۱۵ |       |
| ۲۹   | تپه قلعه رز              |                | اشکانی ـ ساسانی ـ قرون میانه اسلامی                  | شهرستان ماهنشان، بخش مرکزی، دهستان ماهنشان، ۵۰ م شمال شرق روستای رز                                                          | ۲۴۰۶۰     | ۱۳۸۷/۱۰/۱۵ |       |
| ۳۰   | محوطه خرابه گندی         |                | قرون میانه اسلامی                                    | شهرستان ماهنشان، بخش مرکز ی، دهستان ماهنشان، یک کیلومتری غرب روستای گندی، سمت چپ جاده خاکی                                   | ۲۴۰۶۱     | ۱۳۸۷/۱۰/۱۵ |       |
| ۳۱   | محوطه آقا جاقیه          |                | اشکانی ـ ساسانی                                      | شهرستان ماهنشان، بخش مرکزی، دهستان ماهنشان، ۲۰۰ م جنوب روستای مادآباد                                                        | ۲۴۰۶۲     | ۱۳۸۷/۱۰/۱۵ |       |
| ۳۲   | تپه بورمایقیلان          |                | اشکانی ـ ساسانی                                      | شهرستان ماهنشان، بخش مرکزی، دهستان ماهنشان، ۲۰۰ م غرب جاده خاکی روستای وایخر                                                 | ۲۴۰۶۳     | ۱۳۸۷/۱۰/۱۵ |       |
| ۳۳   | تپه قلعه سینار           |                | قرون میانه و متاخر اسلامی                            | شهرستان ماهنشان، بخش ماهنشان، دهستان ماهنشان، ۵ کیلومتری شمال روستای ینگجه                                                   | ۲۴۰۶۴     | ۱۳۸۷/۱۰/۱۵ |       |
| ۳۴   | هارای‌تپه                 |                | اشکانی ـ ساسانی                                      | شهرستان ماهنشان، بخش مرکزی، دهستان قزل گچیلو، ۵۰۰ م غرب روستای عشرت آباد                                                     | ۲۴۰۶۵     | ۱۳۸۷/۱۰/۱۵ |       |
| ۳۵   | تپه آق یر ۲              |                | آهن ـ اشکانی                                         | شهرستان ماهنشان، بخش مرکزی، دهستان اوریاد، روستای ارزه خوران، ۵۰ م جنوب جاده خاکی ارزه خوران                                 | ۲۴۰۶۶     | ۱۳۸۷/۱۰/۱۵ |       |
| ۳۶   | تپه آق یر ۱              |                | اشکانی ـ ساسانی ـ قرون اولیه اسلامی                  | شهرستان ماهنشان، بخش مرکزی، دهستان اوریاد، دو کیلومتری شرق روستای ارزه خوران، ۲۰۰ م جاده خاکی روستا                          | ۲۴۰۶۷     | ۱۳۸۷/۱۰/۱۵ |       |
| ۳۷   | تپه سارای                |                | قرون میانه اسلامی                                    | شهرستان ماهنشان، بخش انگوران، دهستان انگوران، یک کیلومتری شمال غرب روستای قره زکی                                            | ۲۴۵۷۱     | ۱۳۸۷/۱۱/۲۷ |       |
| ۳۸   | تپه قلعه قوزیجاق         |                | اشکانی ـ ساسانی                                      | شهرستان ماهنشان، بخش انگوران، دهستان انگوران، روستای قوزیجاق سفلی، ۲/۵ کیلومتری روستای قوزیجاق سفلی                          | ۲۴۵۷۲     | ۱۳۸۷/۱۱/۲۷ |       |
| ۳۹   | قلعه دلیک ایوان          |                | آهن                                                  | شهرستان ماهنشان، بخش انگوران، دهستان انگوران، شمال شرق روستای ایالو                                                          | ۲۴۵۷۳     | ۱۳۸۷/۱۱/۲۷ |       |
| ۴۰   | تپه قلعه اینچه ۱         |                | اشکانی ـ ساسانی                                      | شهرستان ماهنشان، بخش مرکزی، دهستان قزل گچیلو، ۳ کیلومتری جنوب غرب روستای اینچه سعید نظام                                     | ۲۴۵۷۴     | ۱۳۸۷/۱۱/۲۷ |       |
| ۴۱   | تپه کولی یونجا           |                | آهن ـ هخامنشی                                        | شهرستان ماهنشان، بخش انگوران، دهستان انگوران، یک کیلومتری شمال روستای یوسف آباد                                              | ۲۴۵۷۵     | ۱۳۸۷/۱۱/۲۷ |       |
| ۴۲   | محوطه آق ورن             |                | اشکانی ـ ساسانی                                      | شهرستان ماهنشان، بخش انگوران، دهستان انگوران، ۷۰۰ م غرب روستای بلند پرچین، کنار جاده خاکی منتهی به حاجی اینک                 | ۲۴۵۷۶     | ۱۳۸۷/۱۱/۲۷ |       |
| ۴۳   | گچی قلعه سی              |                | اشکانی ـ ساسانی                                      | شهرستان ماهنشان، بخش انگوران، دهستان انگوران، ۵۰۰ م شمال غرب روستای گلابلو                                                   | ۲۴۵۷۷     | ۱۳۸۷/۱۱/۲۷ |       |
| ۴۴   | گوردخمه اورجک            |                | ماد                                                  | شهرستان ماهنشان، بخش مرکز ی، دهستان اوریاد، ۲۰۰ م غرب روستای اورجک                                                           | ۲۴۵۷۸     | ۱۳۸۷/۱۱/۲۷ |       |
| ۴۵   | شاه تپه                  |                | کالکولتیک ـ برنز                                     | شهرستان ماهنشان، بخش انگوران، دهستان قلعه جوق، ۵۰۰ م شمال روستای سونتو                                                       | ۲۴۵۷۹     | ۱۳۸۷/۱۱/۲۷ |       |
| ۴۶   | تپه گورستان پری          |                | اشکانی ـ ساسانی                                      | شهرستان ماهنشان، بخش مرکزی، دهستان اوریاد، شمال روستای پری، چسبیده به خانه‌های روستا                                          | ۲۴۵۸۰     | ۱۳۸۷/۱۱/۲۷ |       |
| ۴۷   | ال تپه‌سی                 |                | آهن                                                  | شهرستان ماهنشان، بخش انگوران، دهستان انگوران، ابتدای روستای انگوران، غرب جاده آسفالت، در مجاورت خانه‌ها                       | ۲۴۵۸۱     | ۱۳۸۷/۱۱/۲۷ |       |
| ۴۸   | تپه قلعه کوسج علیا       |                | قرون متاخر اسلامی                                    | شهرستان ماهنشان، بخش انگوران، دهستان انگوران، غرب روستای کوسج علیا، چسبیده به خانه‌های روستا                                  | ۲۴۵۸۲     | ۱۳۸۷/۱۱/۲۷ |       |
| ۴۹   | تپه مراش                 |                | قرون میانه اسلامی                                    | شهرستان ماهنشان، بخش انگوران، دهستان انگوران، ۲۰۰ م شرق خانه‌های روستای مراش                                                  | ۲۴۵۸۳     | ۱۳۸۷/۱۱/۲۷ |       |
| ۵۰   | قیز قلعه سی              |                | قرون میانه اسلامی                                    | شهرستان ماهنشان، بخش انگوران، دهستان قلعه جوق، یک کیلومتری جنوب شرق روستای قلعه جوق                                          | ۲۴۵۸۴     | ۱۳۸۷/۱۱/۲۷ |       |
| ۵۱   | محوطه آق بولاغ           |                | اشکانی ـ ساسانی                                      | شهرستان ماهنشان، بخش انگوران، دهستان انگوران، جنوب روستایی آق بولاغ، چسبیده به خانه‌های روستا                                 | ۲۴۵۸۵     | ۱۳۸۷/۱۱/۲۷ |       |
| ۵۲   | محوطه شهر بربر           |                | آهن ـ اشکانی ـ ساسانی                                | شهرستان ماهنشان، بخش مرکزی، دهستان اوریاد، روستای قره داش، مابین دو روستای تازه کند و قره داش                                | ۲۴۵۸۶     | ۱۳۸۷/۱۱/۲۷ |       |
| ۵۳   | محوطه خرابه لیق          |                | قرون میانه اسلامی                                    | شهرستان ماهنشان، بخش مرکزی، دهستان قزل گچیلو، ۷۰۰ م غرب روستای ایمیر                                                         | ۲۴۵۸۷     | ۱۳۸۷/۱۱/۲۷ |       |
| ۵۴   | قرش تپه ۲                |                | اشکانی ـ ساسانی ـ قرون میانه اسلامی                  | شهرستان ماهنشان، بخش انگوران، دهستان قلعه جوق، ۱۵۰ م شرق روستای کهریز بیگ                                                    | ۲۴۵۸۸     | ۱۳۸۷/۱۱/۲۷ |       |
| ۵۵   | تپه یارقلعه‌سی            |                | برنز                                                 | شهرستان ماهنشان، بخش انگوران، دهستان انگوران، ۵۰۰ م شرق روستای انگوران                                                       | ۲۴۵۸۹     | ۱۳۸۷/۱۱/۲۷ |       |
| ۵۶   | تپه قلعه مغانلو          |                | قرون میانه اسلامی                                    | شهرستان ماهنشان، بخش مرکزی، دهستان قزل گچیلو، ۱۰۰ م شمال غرب روستای مغانلو                                                   | ۲۴۵۹۰     | ۱۳۸۷/۱۱/۲۷ |       |
| ۵۷   | بقایای قلعه              |                | قرون میانه اسلامی                                    | شهرستان ماهنشان، بخش انگوران، دهستان قلعه جوق، ۳۰۰ م غرب روستای قلعه جوق                                                     | ۲۴۵۹۱     | ۱۳۸۷/۱۱/۲۷ |       |
| ۵۸   | تپه روستای قدیم          |                | قرون میانه و متاخر اسلامی                            | شهرستان ماهنشان، بخش انگوران، دهستان قلعه جوق، جنوب روستای قلعه جوق                                                          | ۲۴۵۹۲     | ۱۳۸۷/۱۱/۲۷ |       |
| ۵۹   | تپه یار قلعه سی ۲        |                | برنز ـ آهن ـ هخامنشی                                 | شهرستان ماهنشان، بخش انگوران، دهستان انگوران، ۵۰۰ م شرق روستای انگوران                                                       | ۲۴۵۹۳     | ۱۳۸۷/۱۱/۲۷ |       |
| ۶۰   | تپه پاپی قبری            |                | مس و سنگ ـ اشکانی                                    | شهرستان ماهنشان، بخش مرکزی، دهستان قزل گچیلو، روستای امیرآباد، ۵۰۰ م غرب سه راه دندی، ماهنشان، زنجان                         | ۲۴۵۹۴     | ۱۳۸۷/۱۱/۲۷ |       |
| ۶۱   | محوطه گوور طبقی          |                | قرون میانه اسلامی                                    | شهرستان ماهنشان، بخش انگوران، دهستان قلعه جوق، روستای حمزه خان، بین دو روستای حمزه خان و خان کندی، یک کیلومتری غرب جاده خاکی | ۲۴۵۹۵     | ۱۳۸۷/۱۱/۲۷ |       |
| ۶۲   | محوطه آق یر              |                | اشکانی ـ ساسانی                                      | شهرستان ماهنشان، بخش انگوران، دهستان انگوران، ۵۰۰ م جنوب روستای خاینیک                                                       | ۲۴۵۹۶     | ۱۳۸۷/۱۱/۲۷ |       |
| ۶۳   | تپه پالچیقلی             |                | اشکانی ـ ساسانی                                      | شهرستان ماهنشان، بخش انگوران، دهستان انگوران، یک کیلومتری شمال غرب روستای قرقان سفلی                                         | ۲۴۵۹۷     | ۱۳۸۷/۱۱/۲۷ |       |
| ۶۴   | محوطه کت یری             |                | اشکانی ـ ساسانی                                      | شهرستان ماهنشان، بخش انگوران، دهستان انگوران، دو کیلومتری شرق روستای قوزیجاق سفلی                                            | ۲۴۵۹۸     | ۱۳۸۷/۱۱/۲۷ |       |
| ۶۵   | تپه قلعه یری             |                | قرون میانه اسلامی                                    | شهرستان ماهنشان، بخش انگوران، دهستان انگوران، شمال روستای قوزیجاق علی ادر                                                    | ۲۴۵۹۹     | ۱۳۸۷/۱۱/۲۷ |       |
| ۶۶   | تپه قلعه اینچه ۲         |                | قرون میانه اسلامی                                    | شهرستان ماهنشان، بخش مرکزی، دهستان قزل گچیلو، روستای اینچه سعید نظام                                                         | ۲۴۶۰۰     | ۱۳۸۷/۱۱/۲۷ |       |
| ۶۷   | محوطه جابر یوردی         |                | آهن                                                  | شهرستان ماهنشان، بخش مرکزی، دهستان قزل گچیلو، ۵۰۰ م جنوب روستای اینچه سعید نظام                                              | ۲۴۶۰۱     | ۱۳۸۷/۱۱/۲۷ |       |
| ۶۸   | تپه قوروچی لیک           |                | قرون میانه اسلامی                                    | شهرستان ماهنشان، بخش انگوران، دهستان انگوران، ۵۰۰ م شرق روستای قره زکی                                                       | ۲۴۶۰۲     | ۱۳۸۷/۱۱/۲۷ |       |
| ۶۹   | قره‌گل‌تپه‌سی               |                | برنز ـ آهن                                           | شهرستان ماهنشان، بخش انگوران، دهستان انگوران، ۱۰۰ م شرق روستای خضرشاه، چسبیده به جاده خاکی                                   | ۲۴۶۰۳     | ۱۳۸۷/۱۱/۲۷ |       |
| ۷۰   | محوطه ملک دره سی         |                | آهن ـ اشکانی                                         | شهرستان ماهنشان، بخش انگوران، دهستان انگوران، روستای خضرشاه، کنار جاده خاکی خضرشاه، دندی                                     | ۲۴۶۰۴     | ۱۳۸۷/۱۱/۲۷ |       |
| ۷۱   | اوزرلیک تپه              |                | قرون میانه اسلامی                                    | شهرستان ماهنشان، بخش انگوران، دهستان انگوران، ۳ کیلومتری جنوب روستای خضرشاه                                                  | ۲۴۶۰۵     | ۱۳۸۷/۱۱/۲۷ |       |
| ۷۲   | تپه اق یر چهار           |                | اشکانی ـ ساسانی                                      | شهرستان ماهنشان، بخش مرکزی، دهستان اوریاد، دو کیلومتری شرق روستای ارزه خوران، ۲۰۰ م جنوب جاده خاکی روستا                     | ۲۴۶۰۶     | ۱۳۸۷/۱۱/۲۷ |       |
| ۷۳   | قلعه نقاره‌خانه (ماهنشان) |                | قرون میانه اسلامی                                    | شهرستان ماهنشان، بخش انگوران، دهستان قلعه جوق، ۱/۵ کیلومتری جنوب روستای قلعه جوق                                             | ۲۴۶۰۷     | ۱۳۸۷/۱۱/۲۷ |       |
| ۷۴   | محوطه یورد یری           |                | اشکانی ـ ساسانی ـ قرون اولیه اسلامی                  | شهرستان ماهنشان، بخش انگوران، دهستان انگوران، شمال روستای قرقان علیا، مجاورت خانه‌ها                                          | ۲۴۶۰۸     | ۱۳۸۷/۱۱/۲۷ |       |
| ۷۵   | تپه چمن باشی             |                | کالکولتیک                                            | شهرستان ماهنشان، بخش مرکزی، دهستان قزل گچیلو، جنوب روستای مغانلو، چسبیده به خانه‌های روستا                                    | ۲۴۶۰۹     | ۱۳۸۷/۱۱/۲۷ |       |
| ۷۶   | خرمنلی تپه               |                | اشکانی ـ ساسانی                                      | شهرستان ماهنشان، بخش انگوران، دهستان انگوران، ۳۵۰ م شرق روستای آق بولاغ                                                      | ۲۴۶۱۰     | ۱۳۸۷/۱۱/۲۷ |       |
| ۷۷   | بقایای قلعه آهو گه       |                | قرون میانه و متاخر اسلامی                            | شهرستان ماهنشان، بخش انگوران، دهستان انگوران، ۵۰۰ م غرب روستای قرقان سفلی                                                    | ۲۴۶۱۱     | ۱۳۸۷/۱۱/۲۷ |       |
| ۷۸   | محوطه حاجی دره سی        |                | آهن                                                  | شهرستان ماهنشان، بخش مرکز ی، دهستان اوریاد، یک کیلومتری جنوب روستای قاضی کندی                                                | ۲۴۶۱۲     | ۱۳۸۷/۱۱/۲۷ |       |
| ۷۹   | تپه کلوایچی              |                | قرون میانه اسلامی                                    | شهرستان ماهنشان، بخش انگوران، دهستان انگوران، ۲/۵ کیلومتری شرق روستای قره ناز                                                | ۲۴۶۱۳     | ۱۳۸۷/۱۱/۲۷ |       |
| ۸۰   | محوطه عسگر باغی          |                | قرون میانه اسلامی                                    | شهرستان ماهنشان، بخش مرکزی، دهستان قزل گچیلو، غرب روستای امیرآباد                                                            | ۲۴۶۱۴     | ۱۳۸۷/۱۱/۲۷ |       |
| ۸۱   | تپه کورت قشلاقی          |                | اشکانی                                               | شهرستان ماهنشان، بخش انگوران، دهستان انگوران، یک کیلومتری شمال غرب روستای چای کند                                            | ۲۴۶۱۵     | ۱۳۸۷/۱۱/۲۷ |       |
| ۸۲   | محوطه منجیقلی            |                | قرون میانه اسلامی                                    | شهرستان ماهنشان، بخش انگوران، دهستان قلعه جوق، ۵۰۰ م جنوب غربی روستای گاوگل                                                  | ۲۵۳۱۶     | ۱۳۸۷/۱۲/۱۸ |       |
| ۸۳   | محوطه خرابه لر           |                | اشکانی ـ ساسانی                                      | شهرستان ماهنشان، بخش مرکزی، دهستان ماهنشان، ۳ کیلومتری غرب روستای آلمالو                                                     | ۲۵۳۲۹     | ۱۳۸۷/۱۲/۱۸ |       |
| ۸۵   | محوطه جوش جوش بلاغ       |                | اشکانی ـ ساسانی                                      | شهرستان ماهنشان، بخش مرکزی، دهستان ماهنشان، ۳/۵ کیلومتری غرب روستای آلمالو                                                   | ۲۵۳۳۰     | ۱۳۸۷/۱۲/۱۸ |       |
| ۸۶   | تپه سنگر                 |                | قرون میانه اسلامی                                    | شهرستان ماهنشان، بخش مرکزی، دهستان ماهنشان، ۱۸۰۰ م جنوب روستای بیاملو                                                        | ۲۵۳۳۱     | ۱۳۸۷/۱۲/۱۸ |       |
| ۸۷   | محوطه قمیشلی گل          |                | آهن                                                  | شهرستان ماهنشان، بخش مرکزی، دهستان ماهنشان، ۳/۵ کیلومتری جنوب غرب روستای آلمالو                                              | ۲۵۳۳۲     | ۱۳۸۷/۱۲/۱۸ |       |
| ۸۸   | محوطه شیخ نبی            |                | قرون میانه اسلامی                                    | شهرستان ماهنشان، بخش مرکزی، دهستان ماهنشان، ۳/۵ کیلومتری شرق روستای ساری آغل                                                 | ۲۵۳۳۳     | ۱۳۸۷/۱۲/۱۸ |       |
| ۸۹   | قلعه جوق ۱               |                | قرون میانه اسلامی                                    | شهرستان ماهنشان، بخش انگوران، دهستان انگوران، جنوب روستای قلعه جوق، ۵۰ م قبرستان                                             | ۲۵۳۳۴     | ۱۳۸۷/۱۲/۱۸ |       |
| ۹۰   | محوطه حمام یری           |                | اشکانی ـ ساسانی                                      | شهرستان ماهنشان، بخش مرکزی، دهستان ماهنشان، ۱۸۰۰ م جنوب روستای آلمالو                                                        | ۲۵۳۳۶     | ۱۳۸۷/۱۲/۱۸ |       |
| ۹۱   | تپه قلعه جوق             |                | قرون میانه اسلامی                                    | شهرستان ماهنشان، بخش مرکزی، دهستان قزل گچلو، ۲۰۰ م شمال روستای گونی                                                          | ۲۵۳۳۹     | ۱۳۸۷/۱۲/۱۸ |       |
| ۹۲   | محوطه کلک لی             |                | آهن                                                  | شهرستان ماهنشان، بخش مرکزی، دهستان ماهنشان، دو کیلومتری روستای وایخر                                                         | ۲۵۳۴۰     | ۱۳۸۷/۱۲/۱۸ |       |
| ۹۳   | تپه‌هاد دره سی            |                | اشکانی ـ ساسانی                                      | شهرستان ماهنشان، بخش مرکزی، دهستان ماهنشان، روستای ساری آغل، ۳ کیلومتری شرق روستای ساری آغل                                  | ۲۵۳۴۱     | ۱۳۸۷/۱۲/۱۸ |       |
| ۹۴   | تپه کند ایچی             |                | قرون میانه و متاخر اسلامی                            | شهرستان ماهنشان، بخش مرکزی، دهستان ماهنشان، غرب روستای سریک                                                                  | ۲۵۳۴۲     | ۱۳۸۷/۱۲/۱۸ |       |
| ۹۵   | محوطه کومز بویینی        |                | سلوکی ـ اشکانی                                       | شهرستان ماهنشان، بخش انگوران، دهستان قعله جوق، ۳ کیلومتری شمال غربی روستای گاوگل                                             | ۲۵۳۴۳     | ۱۳۸۷/۱۲/۱۸ |       |
| ۹۶   | محوطه قلعه بوی           |                | قرون میانه اسلامی                                    | شهرستان ماهنشان، بخش مرکزی، دهستان ماهنشان، ۷۰۰ م جنوب روستای سهند علیا                                                      | ۲۵۳۴۴     | ۱۳۸۷/۱۲/۱۸ |       |
| ۹۷   | محوطه کت یری وهران       |                | هخامنشی ـ اشکانی ـ ساسانی ـ قرون اولیه ومیانه اسلامی | شهرستان ماهنشان، بخش مرکزی، دهستان ماهنشان، دو کیلومتری شرق روستای وهران                                                     | ۲۵۳۴۵     | ۱۳۸۷/۱۲/۱۸ |       |
| ۹۸   | تپه قوشابولاغ ۲          |                | اشکانی ـ ساسانی                                      | شهرستان ماهنشان، بخش مرکزی، دهستان ماهنشان، روستای سهند علیا، سمت شرق قوشا بولاغ ۱                                           | ۲۵۳۴۶     | ۱۳۸۷/۱۲/۱۸ |       |
| ۹۹   | محوطه ممه صفی            |                | برنز ـ آهن                                           | شهرستان ماهنشان، بخش انگوران، دهستان قلعه جوق، ۵۰ م شرق روستای چهارتاق                                                       | ۲۵۳۴۷     | ۱۳۸۷/۱۲/۱۸ |       |
| ۱۰۰  | قازان‌تپه                 |                | آهن                                                  | شهرستان ماهنشان، بخش مرکزی، دهستان اوریاد، روستای خندقلو، ۷۰۰ م جنوب دریاچه خندقلو                                           | ۲۵۹۴۰     | ۱۳۸۷/۱۲/۲۶ |       |
| ۱۰۱  | قلعه دربند قاطرچی        |                | سلجوقی                                               | شهرستان ماهنشان، بخش مرکزی، دهستان ماهنشان، ۳ کیلومتری غرب روستای ساری آغل                                                   | ۲۵۹۴۱     | ۱۳۸۷/۱۲/۲۶ |       |
| ۱۰۲  | تپه گوور کندی            |                | قرون میانه و متاخر اسلامی                            | شهرستان ماهنشان، بخش مرکزی، دهستان ماهنشان، دو کیلومتری جنوب روستای گندی                                                     | ۲۵۹۴۳     | ۱۳۸۷/۱۲/۲۶ |       |
| ۱۰۳  | یخچال بوزخانه            |                | قرون متاخر اسلامی                                    | شهرستان ماهنشان، بخش انگوران، دهستان قلعه جوق، داخل روستای کهریزبیگ                                                          | ۲۵۹۴۵     | ۱۳۸۷/۱۲/۲۶ |       |
| ۱۰۴  | محوطه سلیمان کندی        |                | قرون میانه اسلامی                                    | شهرستان ماهنشان، بخش انگوران، دهستان انگوران، ۴ کیلومتری جنوب روستای قواق سفلی                                               | ۲۵۹۴۶     | ۱۳۸۷/۱۲/۲۶ |       |
| ۱۰۵  | محوطه آق قیه             |                | آهن                                                  | شهرستان ماهنشان، بخش انگوران، دهستان قلعه جوق، ۵۰۰ م جنوب روستای قرایی                                                       | ۲۵۹۵۱     | ۱۳۸۷/۱۲/۲۶ |       |
| ۱۰۶  | تپه امیرآباد             |                | آهن                                                  | شهرستان ماهنشان، بخش انگوران، دهستان انگوران، ۲۰۰ م روستای امیرآباد                                                          | ۲۵۹۵۲     | ۱۳۸۷/۱۲/۲۶ |       |
| ۱۰۷  | محوطه گلشهر              |                | اشکانی ـ ساسانی ـ قرون میانه اسلامی                  | شهرستان ماهنشان، بخش انگوران، دهستان انگوران، یک کیلومتری غرب روستای قواق علیا                                               | ۲۵۹۵۳     | ۱۳۸۷/۱۲/۲۶ |       |
| ۱۰۹  | تپه موسی قبری            |                | آهن ـ اشکانی                                         | شهرستان ماهنشان، بخش انگوران، دهستان انگوران، روستای خضرشاه، ۷۰ م شرق روستای خضرشاه، کنار جاده خاکی                          | ۲۵۹۵۸     | ۱۳۸۷/۱۲/۲۶ |       |
| ۱۱۰  | مناره کومز               |                | قرون متاخر اسلامی                                    | شهرستان ماهنشان، بخش انگوران، دهستان انگوران، ۵۰۰ م شمال غرب روستای کوسج سفلی                                                | ۲۵۹۶۱     | ۱۳۸۷/۱۲/۲۶ |       |